# 미궁 이야기
미궁 이야기(迷宮物語　ラビリンス: Neo-Tokyo)는 일본에서 제작된 오토모 가츠히로 감독의 1987년 애니메이션 영화이다.
프로젝트 팀 아르고스와 매드하우스가 제작한 SF 옴니버스 영화이다.
1987년 9월 25일 도쿄국제판타스틱영화제에서 초연되었다.